# Oxuderces
Oxuderces je  rod riba iz porodice Gobiidae. Pripada mu 3 vrste iz slatkih i bočatih voda uz obale Indijskog oceana i zapadnog Pacifika.

## Vrste
1. Oxuderces dentatus Eydoux & Souleyet, 1850
2. Oxuderces nexipinnis (Cantor, 1849)
3. Oxuderces wirzi (Koumans, 1937)